# Odklad výkonu trestu
Předseda senátu může na potřebnou dobu odložit výkon trestu odnětí svobody. Český trestní zákoník, zákon č. 40/2009 Sb. zdůvodňuje v jakých případech je možné trest odnětí svobody oddálit či přerušit, a tímto umožnit některým odsouzeným možnost vyhnout se výkonu trestu odnětí svobody. V závažných příčinách může prezident republiky na základě práva daného mu ústavou udělit odsouzenému milost.
Novela trestního zákoníku nabyla účinnosti 1. 1. 2010. O odkladu výkonu trestu je rozhodováno podle § 322 Zákona č. 141/1961 Sb., trestního řádu.
Rozlišuje tyto důvody pro odklad trestu: 
- Hospitalizace odsouzeného v lůžkovém zdravotnickém zařízení
- Špatný zdravotní stav odsouzeného
- Těhotenství a matka novorozeného dítěte

## Důvody pro odklad výkonu trestu
- Hospitalizace odsouzeného v lůžkovém zdravotnickém zařízení vyplývající z lékařské zprávy a z jiných lékařských zpráv, které dokládají, že nástupem do věznice by bylo jeho zdraví a život v ohrožení.
- Odklad výkonu trestu svobody na těhotné ženě a na matce novorozeného dítěte.[3]

## Kdo podává žádost o odklad
- Odsouzený může na základě špatného zdravotního stavu podat žádost k rukám předsedy senátu. Odsouzený dokládá lékařské zprávy.
- Věznice může podat k soudu návrh na odklad nebo přerušení výkon trestu, pokud není schopna zajistit potřebnou zdravotní péči pro odsouzeného.[3]

## Na jak dlouho se odklad uděluje
Jedná-li se o vážně nemocného odsouzeného, jedná se o odklad po dobu hospitalizace v zdravotnickém zařízení, a to na dobu nejvýše tří měsíců ode dne, kdy nabylo právní moci o rozhodnutí odkladu výkonu trestu.
Výkon trestu na těhotné ženě a matce novorozeného dítěte po dobu jednoho roku po porodu se obligatorně odkládá na dobu jednoho roku po porodu. Smyslem odkladu výkonu trestu odnětí svobody je nevystavit odsouzenou ohrožení jejího zdravotního stavu během těhotenství, přispět k nerušenému vývoji očekávaného dítěte a umožnit jí po určitou dobu po porodu řádnou péči o nenarozené dítě. Pokud tedy těhotenství ženy skončí jinak než porodem, žena porodila mrtvé dítě nebo o živé narozené dítě řádně nepečuje, je namístě odklad výkonu trestu odvolat. V případě potratu či porodu mrtvého dítěte by v úvahu přicházel odklad výkonu trestu ze zdravotních důvodů.
Dalším důvodem pro odklad výkonu trestu odnětí svobody, který nepřevyšuje jeden rok, může předseda senátu z důležitých důvodů odložit, nejvýše na dobu tří měsíců. 
Odklad výkonu takového trestu delší než tři měsíce, může předseda senátu povolit ze zvlášť důležitých důvodů, které by měly mimořádně těžké následky pro rodinu. Odklad lze však povolit na dobu šesti měsíců, ode dne kdy nabylo právní moci rozhodnutí o odkladu výkonu trestu.

## Přerušení výkonu trestu
Je-li odsouzený, na němž se vykonává trest odnětí svobody, stižen těžkou nemocí, může předseda senátu na potřebnou dobu výkon trestu přerušit. Vždy se přerušuje výkon trestu na těhotné ženě po dokončení 12. týdne těhotenství a matce pečující o dítě do jednoho roku věku, která byla odsouzena za jiný trestný čin než za zvlášť závažný zločin. Výkon trestu odnětí svobody na těhotné ženě a matce pečující o dítě do jednoho roku věku, která byla odsouzena za zvlášť závažný zločin, může předseda senátu přerušit a zároveň může vyslovit nad odsouzenou dohled, uložit, aby se ve stanovené části doby, na kterou byl výkon trestu odnětí svobody přerušen, zdržovala ve stanovené době v určeném obydlí nebo jeho části, uložit přiměřená omezení a přiměřené povinnosti směřující k tomu, aby vedla řádný život, nebo, jde-li o odsouzenou ve věku blízkém věku mladistvých, uložit v zájmu využití výchovného působení rodiny, školy a dalších subjektů též některá z výchovných opatření uvedených v zákoně o soudnictví ve věcech mládeže za obdobného užití podmínek stanovených pro mladistvé. Při rozhodování předseda senátu zohlední nejlepší zájem dítěte, osobu odsouzené, povahu a závažnost činu, za který byla odsouzena, a potřebu účinné ochrany společnosti; za tím účelem si vyžádá stanovisko ředitele věznice a zprávu probačního úředníka, ke které bude přiložena zpráva orgánu sociálně-právní ochrany dětí. Doba přerušení je přitom vázána na trvání důvodu přerušení. Jestliže tyto důvody pominou (přerušení těhotenství, úmrtí dítěte či dosažení jednoho roku věku dítěte), předseda senátu rozhodnutí odvolá a nařídí výkon zbytku trestu.

## Důvody pro odvolání odkladu
- Jsou-li důvodné obavy, že odsouzený zneužije odklad a uprchne.
- Pokud odsouzený povolený odklad zneužívá, je možné tento odklad výkonu trestu odnětí svobody odvolat.

## Udělení milosti
Prezident republiky na základě práva daného mu ústavou uděluje milost a dále stanoví, v kterých případech může ministr spravedlnosti řízení o žádosti o milost provést a bezdůvodnou žádost zamítnout.